# Kautokeino
Kautokeino (számiul Guovdageaidnu, kvénül Koutokeino) település Norvégia északi részén, Finnmark megyében, Kautokeino községben, az Altaelva folyó mentén. 1851-ig a régi Kistrand megye része volt.
Guovdageaidnu/Kautokeino a számik két kulturális központja közül az egyik (a másik Kárášjohka/Karasjok).
Kautokeino községben 2947 ember él (2008-as adat), ebből legtöbben magában Kaoutokeinóban (kb. 2000 fő), majd Mázében (400 fő), a többiek a maradék 14 kisebb faluban. A népesség több mint 50%-a 30 évnél fiatalabb. A lakosság 90% számi anyanyelvű, így ez a legnagyobb arányú számi lakosságú település Skandináviában. Polgármestere, Klemet Erland Hætta maga is számi, a Számi néppárt képviselője.

## Földrajz
A Kautokeino községhez tartozó további falvak:
- Máze (Masi) a legnagyobb település a falvak között. Egy folyóvölgyben helyezkedik el. Van iskolája és temploma. A jelenlegi templom egy 150 férőhelyes fatemplom, amelyik 1965-ben épült. Az első kápolna a 17. században épült. A második 1721-ben, ez 1944-ben a világháború alatt leégett.
- Láhpoluoppal falu Kautokeinótól északkeletre, a Láhppojávri-tó partján áll. Van iskolája, és egy 1967-ben épült 70 férőhelyes temploma.
- Šihččajávri falu délkeletre Kautokeinótól. A Norvég Meteorológiai Intézet időjárás-figyelő állomása található a faluban. Itt van Norvégia leghidegebb pontja.
- Ávži falu 10 km-re keletre Kautokeinótól. Itt szervezték az 1852-es kautókeinói lázadást.
- Siebe falu délre Kautokeinótól.
- Mieron falu északra Kautokienótól. Innen utaztak számosan Kanadába és Alaszkába az inuitokhoz a 19. század végén.
- Stornes falu északra Kautokeinótól.
- Šjuoššjávri falu északkeletre Kaurokeinótól.
- Čunovuohppi néhány házas falu 11 km-re nyugatra Kautokeinótól.
- Suolovuopmi falu északra Kautokeinótól.
- Gálaniitu falu délnyugatra Kautokeinótól.
- Áidejávri falu délre Kautokeinótól, a finn határ mellett.
- Ákšomuotki (Økseidet) falu délre Kautokeinótól.
- Soahtefielbma falu 10 km-re nyugatra Kautokeinótól.

## Történelem
A település eredeti, számi neve a guovda ("középső", "fél") és a geaidnu ("út") szavak összetételéből alakult ki, "félút" jelentésben, mivel a település két fő vándorlási út felénél található. Ez egyben a norvégiai Lappföld földrajzi központja is. A Kautokeino a számi név norvégosított formája.
1987-ig a település neve Kautokeino volt, utána hivatalosan Guovdageaidnu-Kautokeino lett. Ez volt az első norvég település, amelyik a nevében hivatalosan is viselhetett számi nevet. 2005-ben újra megváltozott a neve, jelenleg mind a Guovdageiadnu, mind a Kautokeino használható.

## Külső hivatkozások
- Kautokeino Municipality Hivatalos honlap
- Destinasjon Kautokeino Turista információ
- Kautokeino.Com
- Sámi Joatkkaskuvla ja Boazodoalloskuvla
- Sámi Főiskola
- Beaivvas Számi Színház
- kautokeino.net Hírek és események